# Torricelli jezici
Torricelli jezici (Torricellski jezici) porodica od (56; prije 53) papuanska jezika kojim govori pedesetak plemena na Papui Novoj Gvineji. Sastoji se od nekoliko jezičnih skupina, to su:
a. Kombio-Arapesh jezici (9; prije 10) Papua Nova Gvineja: 
a1. Arapesh jezici (4): Abu' arapesh, bukiyip, mufian, weri (ili bumbita arapesh),
a2. Kombio jezici (6): aruek, eitiep, kombio, torricelli, wom, yambes;
b. Maimai jezici (6) Papua Nova Gvineja: 
a1. Beli (1): beli;
a2. Laeko-Libuat (1): laeko-libuat;
a3. Maimai vlastiti (3): heyo, siliput, yahang;
a4. Wiaki (1): wiaki;
c. Marienberg jezici (7) Papua Nova Gvineja: buna, bungain, elepi, juwal, kamasau, urimo, wiarumus;
d: Monumbo jezici (2) Papua Nova Gvineja: lilau, monumbo;
e. Urim (1) Papua Nova Gvineja: urim.
f: Wapei-Palei jezici (23; prije 20) Papua Nova Gvineja:  
f1. palei (10; prije7): agi, aiku (podijeljen na 4 jezika), alatil, aruop, bragat, nabi, wanap; aiku jezici: ambrak,  Yangum Dey [yde], Yangum Gel [ygl] i Yangum Mon [ymo]
f2. Urat (1): urat;
f3. wapei (12): au, dia, elkei, gnau, ningil, olo, sinagen, valman, yapunda, yau, yil, yis.
g: Zapadni Wapei jezici (8) Papua Nova Gvineja: 
g1. One (6): molmo one, inebu one, kwamtim one, kabore one, sjeverni one, južni one
g2. Seti;
g3. Seta

## Vanjske poveznice
- Ethnologue (14th)
- Ethnologue (15th)
- Tree for Torricelli  Arhivirana inačica izvorne stranice od 29. listopada 2007. (Wayback Machine)